# Video Acceleration API

Video Acceleration API (VA API)

Video Acceleration API (VA API) o API de aceleración de video es una especificación que proporciona el acceso a hardware de gráficos (GPU) y la aceleración de vídeo para su procesamiento. La aceleración de video incluye códecs de video, mezclas de subimagen y renderizado. VA API permite mediante la aceleración por hardware decodificar o codificar en varios puntos de entrada (como lo son compensación de movimiento, VLD, IDCT, etc) las normas más comunes de códecs (como MPEG-2, MPEG-4 ASP / H.263, MPEG-4 AVC/H.264 y VC-1/VMW3).
La versión actual es independiente del sistema de ventanas, o sea que puede ser utilizado con distintos subsistemas gráficos de X. El principal fin de VA API es sustituir XvMC, que es el equivalente en UNIX a la aceleración de video Microsoft Windows DirectX.

## Drivers
En la actualidad VA API soporta los siguientes drivers:
- El Chipset Poulsbo de Intel con la tarjeta integrada GMA500 para netbooks.
- Las series Chrome 400 y 500 de S3 Graphics.

## Software
Los siguientes software soportan VA API:
- FFmpeg (versión para GNU/Linux)[1]
- Helix media player (versión para GNU/Linux)[2]
- MPlayer (versión para GNU/Linux)[2][1]
- GStreamer via gstreamer-vaapi[3]